# Kenta Togawa
Kenta Togawa (戸川 健太 Togawa Kenta?), född 23 juni 1981 i Tokyo prefektur, är en japansk fotbollsspelare.
Togawa började sin karriär 2004 i Tokyo Verdy. Efter Tokyo Verdy spelade han för Yokohama FC, Gainare Tottori och Fukushima United FC. Han avslutade karriären 2016.